# C167
Pour les articles homonymes, voir C167 (homonymie).
La famille des microcontrôleurs C167 est une famille de microcontrôleurs dont le noyau a été conçu par Siemens à la fin des années 1980.
Une particularité est que tous les membres de cette famille possèdent de nombreux périphériques embarqués, permettant de réaliser avec un minimum de matériel des fonctions telles que la commande d'allumage d'un moteur automobile, le contrôle d'un dispositif d'électronique de puissance, etc. En cela on peut le rapprocher du 80C196 d’Intel.

## Différents types
Le 80C166, l'« ancêtre » (qui est le seul à avoir le 80 dans sa référence, comme les processeurs d’Intel) date de 1990. C'est un microcontrôleur 16 bits, monopuce, avec un champ d'adresses 16/18 bits (configurable).
Le C167 a, lui, un champ d'adresses 16/20/24 bits. Il y a de nombreuses variantes.
- Chez Infineon :
  - le C167
  - le C165
  - le C161
- Chez STMicroelectronics :
  - le ST10

Ces processeurs sont, en général, compatibles au niveau des sources, mais pas au niveau des codes (emplacements des registres différents).
Tous les modèles disposent, à l'image de leur premier avatar, de nombreux timers, de convertisseurs analogique-numérique, d’UART (RS-232, SPI).
Selon les versions, ils disposent aussi de bus CAN, I2C.

### Constructeurs
- Infineon avec la famille C166 : infineon.com (en)
- STMicroelectronics avec la famille ST10 : st.com (en)
- Micronas avec le SDA 6000 : micronas.com (en)

### Compilateurs
- Keil : keil.com (en)
- Tasking : tasking.com (en)

### Autres liens
- c166.nl 'the missing manual' (en)
- (en) Télécharger les datasheets Infineon, Siemens, sur chipdoc.com